# Reckless Kelly
Reckless Kelly ist eine US-amerikanische Countryband aus Texas.

## Geschichte

### Mitglieder
Die Band gründete sich in Oregon, bevor sie im Januar 1997 nach Austin zog. Die Frontmänner waren von Anfang an die Brüder Willy und Cody Braun, die zuvor mit ihrem Vater in der Band Muzzie Braun & the Boys gespielt hatten. Der Gruppe schlossen sich zunächst Gitarrist Casey Pollock, Bassist Chris Schelske und Schlagzeuger Jay Nazz an. Während Schelske und Pollock die Band mit der Zeit verließen, ist Nazz noch immer Schlagzeuger der Band. Als Ergänzung kam bereits zur Veröffentlichung des zweiten Studioalbums David Abeyta hinzu, Bassist Jimmy McFeeley ist bereits ausgeschieden.

### Karriere
Das Debütalbum veröffentlichte Reckless Kelly im Juli 1998, es folgten im Jahr 2000 das Livealbum Acoustic: Live at Stubb's, sowie The Day. Im Jahr 2003 unterschrieb die Gruppe einen Vertrag bei Sugar Hill Records, der sie nachhaltig in der Musikszene etablieren konnte. Mit Under the Table and Above the Sun erreichten sie erstmals die Countrycharts und wurden von Kritikern gelobt. Dies gelang ihnen auch mit Wicked Twisted Road, bevor sie für ihr 2008 erschienenes Werk Bulletproof von Yep Roc Records unter Vertrag genommen wurden. Mit dem Album erreichten sie erstmals die Billboard 200, belegten zudem Platz 14 der Countrycharts. Diese Erfolge konnten sie mit Somewhere in Time (2010) und Good Luck & True Love (2011) bestätigen, zuletzt schafften sie es sogar auf Platz 78 der Billboard 200.

## Diskografie

### Alben
- 1998: Millica
- 2000: Acoustic: Live at Stubb's
- 2000: The Day
- 2003: Under the Table and Above the Sun
- 2005: Wicked Twisted Road
- 2006: Reckless Kelly Was Here
- 2007: Best of the Sugar Hill Years
- 2008: Bulletproof
- 2010: Somewhere in Time
- 2011: Good Luck & True Love
- 2013: Long Night Moon
- 2016: Sunset Motel
- 2020: American Jackpot / American Girls

### Singles
- 2003: Nobody's Girl
- 2005: Stick Around
- 2006: I Still Do
- 2008: Ragged as the Road
- 2012: Pennsylvania Avenue
- 2020: American Girls

## Auszeichnungen
- Austin Music Award 2009: Beste Countryband[2]
- Grammy Awards 2012: Bestes Aufnahme-Paket für Good Luck & True Love (nur nominiert)